# Jan-Peter Jachtmann
Jan-Peter Alfred Jachtmann (* 1968 in Hamburg) ist ein professioneller deutscher Pokerspieler. Er gewann 2012 ein Bracelet bei der World Series of Poker und erreichte 2023 den Finaltisch des Main Events der Turnierserie. Jachtmann trägt den Spitznamen Hamburger Jung.

## Persönliches
Jachtmann ist der CEO seiner Firma Jachtmann-Marketing und lebt in Hamburg. Er war bis März 2015 einer der Herausgeber der Zeitschrift PokerBlatt.

## Pokerkarriere
Seine erste Geldplatzierung bei einem Live-Turnier erzielte Jachtmann im Januar 2003 in der Spielbank Berlin. Am 31. August 2003 gewann er bei den Bodensee Poker Championships in Bregenz ein Event der Variante Split Limit Seven Card Stud und damit sein erstes Live-Turnier, wofür er rund 7000 Euro erhielt. Bei der Poker-Europameisterschaft in Baden belegte er Mitte Oktober 2006 den mit 16.450 Euro dotierten siebten Platz in Limit Seven Card Stud. Im November 2008 wurde Jachtmann bei den German Poker Championships in seiner Heimatstadt Hamburg Zweiter, was ihm mehr als 50.000 Euro einbrachte. Mitte Juli 2010 setzte er sich bei der Casinos Austria Poker Tour (CAPT) in Velden am Wörther See beim Turnier in Seven Card Stud durch und sicherte sich eine Siegprämie von über 20.000 Euro. Ende Oktober 2011 beendete Jachtmann das in No Limit Hold’em gespielte Main Event der Poker-EM als Vierter und erhielt rund 55.000 Euro. Im Mai 2012 gewann er das Hauptturnier der CAPT in Innsbruck mit einer Siegprämie von knapp 40.000 Euro. Im Juni 2012 erzielte er bei der World Series of Poker im Rio All-Suite Hotel and Casino am Las Vegas Strip seine ersten Geldplatzierungen bei Pokerturnieren außerhalb Europas. Nachdem er zunächst bei einem Event in Pot Limit Omaha mit einem Buy-in von 3000 US-Dollar auf den bezahlten Plätzen gelandet war, gewann er 9 Tage später die Weltmeisterschaft in dieser Variante und sicherte sich den Hauptpreis von 661.000 US-Dollar sowie ein Bracelet. Dieses wurde ihm an Heiligabend 2014 aus seiner Hamburger Wohnung gestohlen.
Beim High Roller der European Poker Tour belegte Jachtmann Ende April 2013 in Berlin den mit über 30.000 Euro dotierten neunten Rang. Mitte Oktober 2013 wurde er bei der in Enghien-les-Bains ausgespielten World Series of Poker Europe Dritter bei einem Event in Pot Limit Omaha und erhielt erneut mehr als 30.000 Euro Preisgeld. Anfang August 2014 entschied er im King’s Resort in Rozvadov das Main Event der European Masters Series of Pot Limit Omaha mit einer Siegprämie von über 25.000 Euro für sich. An gleicher Stelle gewann der Hamburger im August 2015 auch das High Roller der World Poker Tour National, was ihm 37.000 Euro einbrachte. Ende Februar 2016 wurde er beim Main Event der CAPT in Seefeld in Tirol Dritter und erhielt aufgrund eines Deals mit zwei anderen Spielern ein Preisgeld von 55.800 Euro. Beim Main Event der World Series of Poker Europe belegte Jachtmann Ende Oktober 2019 im King’s Resort den mit knapp 60.000 Euro prämierten elften Platz. Bei der mittlerweile im Horseshoe Las Vegas und Paris Las Vegas ausgespielten WSOP 2023 erreichte er im Main Event als einer von zwei deutschsprachigen Spielern den Finaltisch, der ab dem 16. Juli 2023 gespielt wurde. Jachtmann startete mit den viertmeisten Chips und belegte auch den vierten Rang, für den er sein bislang mit Abstand höchstes Preisgeld von 3 Millionen US-Dollar erhielt.
Insgesamt hat sich Jachtmann mit Poker bei Live-Turnieren knapp 5 Millionen US-Dollar erspielt. Er ist Stammgast bei der von Sport1 ausgestrahlten Pokersendung German High Roller, in der Cash Game gespielt wird. Seit Dezember 2016 ist Jachtmann bei partypoker als Markenbotschafter unter Vertrag.